# Чемпионат мира по биатлону 1970
10-й чемпионат мира по биатлону прошёл в Эстерсунде (Швеция) в 1970 году.

## Индивидуальная гонка на 20 км
| Место | Страна   | Спортсмен         | Время     | Промахи     |
| ----- | -------- | ----------------- | --------- | ----------- |
| 1     | СССР     | Александр Тихонов | 1:23.42.1 | 2 (0+1+0+1) |
| 2     | Норвегия | Тор Свендсбергет  | +54.0     | 2 (0+0+0+2) |
| 3     | СССР     | Виктор Маматов    | +1:18.3   | 2 (1+1+0+0) |

## Эстафета 4×7,5 км
| Место | Страна   | Спортсмен                                                     | Время     | Промахи |
| ----- | -------- | ------------------------------------------------------------- | --------- | ------- |
| 1     | СССР     | Александр Тихонов Виктор Маматов Ринат Сафин Александр Ушаков | 2:07:49.0 | …       |
| 2     | Норвегия | Тор Свендсбергет Рагнар Твейтен Магнар Сольберг Эстен Гьелтен | +5:36.0   | …       |
| 3     | ГДР      | Ханс-Гюнтер Ян Хансйорг Кнауте Дитер Шпеер Хорст Кошка        | +6:56.9   | …       |

## Зачет медалей
| Место | Страна   | Золото | Серебро | Бронза | Общее число медалей |
| ----- | -------- | ------ | ------- | ------ | ------------------- |
| 1     | СССР     | 2      | 0       | 1      | 3                   |
| 2     | Норвегия | 0      | 2       | 0      | 2                   |
| 3     | ГДР      | 0      | 0       | 1      | 1                   |